# Колле-Бріанца
Колле-Бріанца (італ. Colle Brianza) — муніципалітет в Італії, у регіоні Ломбардія, провінція Лекко.
Колле-Бріанца розташоване на відстані близько 500 км на північний захід від Рима, 37 км на північ від Мілана, 10 км на південь від Лекко.
Населення — 1727 осіб (2014).

## Демографія
Населення за роками:

Станом на 1 січня 2023 року в муніципалітеті офіційно проживали 63 іноземці з 23 країн, серед них 17 громадян країн Євросоюзу та 3 громадяни України.

## Сусідні муніципалітети
- Айруно
- Кастелло-ді-Бріанца
- Дольцаго
- Елло
- Гальб'яте
- Ольджате-Мольгора
- Санта-Марія-Ое
- Вальгрегентіно